# Claoxylon arboreum
Claoxylon arboreum är en törelväxtart som beskrevs av Adolph Daniel Edward Elmer. Claoxylon arboreum ingår i släktet Claoxylon och familjen törelväxter.
Artens utbredningsområde är Filippinerna. Inga underarter finns listade i Catalogue of Life.